# East Bend
East Bend é uma cidade  localizada no estado norte-americano de Carolina do Norte, no Condado de Yadkin.

## Demografia
Segundo o censo norte-americano de 2000, a sua população era de 659 habitantes.
Em 2006, foi estimada uma população de 671, um aumento de 12 (1.8%).

## Geografia
De acordo com o United States Census Bureau tem uma área de
3,3 km², dos quais 3,3 km² cobertos por terra e 0,0 km² cobertos por água. East Bend localiza-se a aproximadamente 344 m acima do nível do mar.

## Localidades na vizinhança
O diagrama seguinte representa as localidades num raio de 20 km ao redor de East Bend.